# Heal the World
Heal the World är en sång på engelska, skriven och sjungen av Michael Jackson. Det är en hit från albumet "Dangerous" 1991, där sången är spår nummer sju. Sången uppmanar folk till att kämpa för fred. Videon visade barn i krigsdrabbade stater, för att ge folk en bild av krig som "något dumt". 1992 utkom Heal the World på singel. Sången finns även med på Michael Jacksons album HIStory från 1995. 2006 släpptes Heal the World Dual Disc som en del av Visionary-projektet.
Över en chat på Internet 2001 med fans skall Michael Jackson ha sagt att "Heal The World" är den sång han är mest stolt över att ha skrivit.

## Låtlista på singelskivan
1. Heal the World (7" Edit) 4:31
2. Heal the World (Album Version) 6:25
3. She Drives Me Wild 3:41
4. Man in the Mirror 4:55

## Musikvideo
Musikvideon visar klipp på svältande sjuka barn som genom videon springer omkring och ler medan soldater tittar på och får sympati.

## Liveframträdanden
- - Heal the World framfördes under alla konserter under Dangerous Tour 1992-1993.
  - Framfördes sedan under en öppningsceremoni för president Clinton 1993.
  - 1993 på Super Bowl XXVII gjordes ett framträdande.
  - Låten framfördes under alla konserter under HIStory Tour 1996-1997.
  - 2002 under en välgörenhetsfest anordnad av det Demokratiska partiet framfördes Heal the World.

## Coverversioner
Det svenska dansbandet Leif Bloms tolkade låten på albumet Dej ska jag älska all min tid 1993 .

## Listplaceringar
| Chart (1992, 2009)                  | Topplacering |
| ----------------------------------- | ------------ |
| Australiska singellistan            | 34           |
| Österrikiska singellistan           | 5            |
| Nederländska singellistan           | 12           |
| Franska singellistan                | 8            |
| Nyzeeländska singellistan           | 2            |
| Norska singellistan                 | 10           |
| Svenska singellistan                | 24           |
| Schweiziska singellistan            | 14           |
| Brittiska singellistan              | 10           |
| USA Billboard Hot 100               | 14           |
| USA Billboard Hot Dance Club Play   | 1            |
| USA Billboard Hot R&B/Hip-Hop Songs | 6            |